# الجمهوريانية في كندا

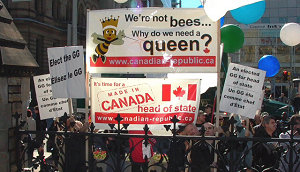
مظاهرة في ساحة بارليامنت هيل قام بها أعضاء من مواطنين من أجل جمهورية كندية أثناء حفل تنصيب الحاكم العام لكندا ميكائيل جان، 2005

الجمهوريانية الكندية هي حركة بين الكنديين لاستبدال النظام الكندي للملكية الدستورية الفدرالية مع شكل جمهوري للحكم. ويتم التعبير عن هذه المعتقدات إما بشكل فردي – عادة في الأوساط الأكاديمية – أو عن طريق جماعة الضغط الجمهوريانية في البلد. لا يوجد للجمهوريون نموذج مفضل للجمهورية، لأن الأفراد تحركهم عوامل مختلفة، مثل إمكانية أن توضع السلطة الشعبية في يد رئيس منتخب أو في مظهر مختلف للأمة الحديثة. وكما هو الحال مع نظيرها السياسي، فإن الجمهوريانية القوية ليست عنصرا سائدا في المجتمع الكندي المعاصر. وتعود جذور هذه الحركة إلى الاتحاد الكندي وظهرت من وقت لآخر في السياسة الكندية، ولكنها لم تكن قوة مهيمنة منذ حركات التمرد التي شهدها عام 1837، والتي يعتبر الجمهوريون الكنديون جهودهم استمرارًا لها.

## الأنشطة
بما أن إلغاء النظام الملكي يتطلب إجراء تعديل دستوري لا يتم إلا بعد التوصل إلى الموافقة بالإجماع فيما بين البرلمان الاتحادي وجميع المجالس التشريعية الإقليمية العشر، يواجه الجمهوريون صعوبة في بلوغ هدفهم. وعلى الرغم من أن الجمهوريين قد أشاروا إلى أيرلندا والهند كنماذج يمكن تكييفها مع كندا، لم يتقرر شكل معين من أشكال الجمهورية أو طريقة اختيار للرئيس، ولا يزال السكان الكنديين غير مبالين إلى حد كبير بهذه المسألة.
وحتى الآن، اتخذت معظم الإجراءات الجمهورية شكل احتجاجات في يوم فيكتوريا – عيد ميلاد رسمي للعاهل الكندي – في تورونتو، والضغط على الحكومة الاتحادية وحكومات المقاطعات للقضاء على الرموز الملكية الكندية، واتخاذ إجراء قانوني ضد التاج، وبالتحديد فيما يتعلق بيمين المواطنة وقانون التسوية 1701.

## الوصلات الخارجية
- الموقع الشبكي لمواطنون من أجل جمهورية كندية